# Protomolgula bythia
Protomolgula bythia is een zakpijpensoort uit de familie van de Molgulidae. De wetenschappelijke naam van de soort werd in 1971 voor het eerst geldig gepubliceerd door Françoise Monniot.